# Dick Lugar
Richard Green Lugar, detto Dick (Indianapolis, 4 aprile 1932 – Annandale, 28 aprile 2019), è stato un politico statunitense, senatore per lo stato dell'Indiana dal 1977 al 2013.

## Biografia
Nato e cresciuto ad Indianapolis, Lugar intraprese l'attività politica con il Partito Repubblicano e divenne sindaco della sua città nel 1968.
Nel 1974 Lugar si candidò al Senato, ma venne sconfitto dal democratico in carica Birch Bayh. Due anni dopo si ricandidò per l'altro seggio e stavolta fu lui a sconfiggere il democratico in carica, Vance Hartke. Negli anni successivi Lugar venne riconfermato per altri cinque mandati con elevate percentuali di voto.
Guidò a due riprese la commissione esteri del Senato: tra il 1985 ed il 1987 il suo ruolo fu importante per fermare la corsa agli armamenti e per propiziare la fine dell'apartheid in Sudafrica e del regime di Marcos nelle Filippine.
Nel 2012 Lugar chiese nuovamente la rielezione, ma nelle primarie repubblicane venne sconfitto pesantemente da Richard Mourdock. Quest'ultimo divenne quindi il candidato repubblicano per il seggio, ma perse le elezioni contro il deputato democratico Joe Donnelly.
È morto il 28 aprile 2019 all'Inova Heart and Vascular Institute di Annandale all'età di 87 anni.